# Gabriel Moya
Gabriel José Moya Barrios (né le 9 janvier 1995 à Cabimas, Zulia, Venezuela) est un lanceur gaucher des Twins du Minnesota de la Ligue majeure de baseball.

## Carrière
Gabriel Moya signe son premier contrat professionnel en mars 2012 avec les Diamondbacks de l'Arizona. 
Le 27 juillet 2017, Arizona échange Moya aux Twins du Minnesota contre le receveur John Ryan Murphy.
Moya fait ses débuts dans le baseball majeur avec Minnesota le 12 septembre 2017.